# Faliro Olympic Beach Volleyball Centre
Das Faliro Olympic Beach Volleyball Centre ist ein Stadion für Beachvolleyball in Paleo Faliro im Regionalbezirk Athen-Süd.

## Geschichte
Das Faliro Olympic Beach Volleyball Centre ist Teil des Faliro Coastal Zone Olympic Sports Complex und wurde für die Beachvolleyballturniere der Olympischen Sommerspiele 2004 in Athen errichtet. Die Kapazität belief sich auf 9.600 Sitzplätze, wovon jedoch während den Spielen nur 7.300 genutzt werden durften. Nach den Olympischen Spielen wurde die temporäre Gegentribüne des 10,8 Mio. Euro teuren Neubaus wieder entfernt, so dass das heutige Bild des Stadions einem modernen Amphitheater gleicht.
Bereits 2014 wurde das Stadion nicht mehr genutzt und auf der Anlage wucherten Pflanzen. 2016 beschloss das griechische Parlament die Anlage dem Justizministerium für 20 Jahre zur Verfügung zu stellen.